# Neděliště
Neděliště (deutsch Nedielischt) ist eine Gemeinde in Tschechien. Sie liegt acht Kilometer nordwestlich des Stadtzentrums von Hradec Králové und gehört zum Okres Hradec Králové.

## Geographie
Neděliště befindet sich auf der Ostböhmischen Tafel in der Talmulde des Baches Olšovka. Nordwestlich erhebt sich der Hügel Svíb (Swiep, 330 m) und im Westen der Chlum (337 m).
Nachbarorte sind Sendražice und Trotina im Nordosten, Lochenice im Osten, Předměřice nad Labem im Südosten, Světí im Süden, Všestary und Rozběřice im Südwesten, Chlum im Westen sowie Máslojedy im Nordwesten.

## Geschichte
Die erste schriftliche Erwähnung des Dorfes erfolgte 1073 in einer Schenkungsurkunde Herzog Vratislavs II. an das Kloster Opatovice. 1143 wurde Neděliště in der Gründungsurkunde des Klosters Strahov aufgeführt. Seit dem 14. Jahrhundert lässt sich eine Feste nachweisen, als deren erster namentlich bekannter Besitzer ab 1346 der Landvogt der Oberlausitz Půta von Turgow gilt. Dieser verstarb 1351 ohne Nachkommen und seine Mutter Perdita von Kostomlaty schenkte die Güter dem Kloster des hl. Georg in der Königingrätzer Vorstadt. 1367 erwarb Puta der Ältere von Častolowitz im Zuge eines Gütertausches mit dem Kloster auch das Dorf Neděliště. Nach dem Erlöschen des Geschlechts von Častolowitz wurde in der Mitte des 15. Jahrhunderts Jan von Neděliště Besitzer der Güter. Nachfolgend gelangten sie an die Stadt Königingrätz. Nach dem Ständeaufstand gegen die Habsburger gehörte das Dorf zu den 1547 durch den böhmischen und römisch-deutschen König Ferdinand I. konfiszierten Gütern und wurde an Johann von Pernstein verkauft. Im darauffolgenden Jahre verkauften seine Erben Neděliště an Hamza von Zábědovice. 1579 erfolgte eine Teilung der Herrschaft. Pavel Hamza erhielt die Feste, das Vorwerk und einen Anteil an den Dörfern Neděliště und Světí. Daraus entstand Neděliště 1. Anteil bzw. Dolní Neděliště. Den anderen Teil mit dem Hof Faltov und Neděliště 2. Anteil (Horní Neděliště) erhielt sein Bruder Myslibor. Dieser verkaufte seinen Teil 1588 an Jakub Kadrman von Kelč. 1617 erwarben die fünf Brüder Straka von Nedabylice Horní Neděliště.
Nach der Schlacht am Weißen Berg wurden die Güter der Hamza konfisziert und Dolní Neděliště an Albrecht von Waldstein verkauft. Magdalena Polyxena von Waldstein verkaufte Dolní Neděliště 1652 an Paris Paul von Lodron. 1668 folgte Franz Ignaz von Gallas, der die Güter in Dolní Neděliště seiner Herrschaft Hořiněves-Smiřice anschloss.
Weitere Besitzer von Horní Neděliště waren u. a. Johanna von Brabant, ab 1651 erneut die Straka von Nedobylice und danach die Bukovský von Hustiřany und die Dobřenský von Dobřenice.
Nach der Aufhebung der Patrimonialherrschaft entstanden ab 1850 die Gemeinden Horní Neděliště und Dolní Neděliště im Bezirk Königgrätz, die sich 1880 zur Gemeinde Neděliště zusammenschlossen. Das Gut Horní Neděliště einschließlich der Höfe in Dlouhé Dvory und Chlum kaufte 1862 Jaroslav von Sternberg. Er ließ 1865 die seit 1820 bestehende Mühle an der Olšovka stilllegen und gründete zwei Jahre später darin eine Brennerei.
Am 20. Juni 1866 zogen während des Deutschen Krieges erste Verbände der k.k. Armee in das Dorf. In Neděliště verblieb eine zum großen Teil aus Italienern bestehende Brigade, die zur Plage der Bewohner wurde und alles greifbare Holz stahl. Am 3. Juli 1866 trafen auf den westlich gelegenen Hügeln Chlum und Svíb die verfeindeten preußischen und österreichischen Truppen aufeinander. Die blutige Schlacht ist als Schlacht bei Königgrätz in die Geschichte eingegangen. Am 4. November 1866 besuchte Kaiser Franz Joseph das Dorf und übernachtete bei Jaroslav von Sternberg im Schloss. 1868 verkaufte Gabriele von Liebieg den Hof Dolní Neděliště sowie die Güter Světi und Lípa an den Besitzer der Güter in Dobřenice, Karl Weinrich. Das Gut Horní Neděliště erbte Jaroslav von Sternbergs Tochter, Růžena Fürstin zu Hohenlohe-Bartenstein. Deren Tochter Eleonora Fugger von Babenhausen wuchs hier auf. Nach dem Tode von Růženas zweitem Mann, Generalmajor Leopold Prinz von Croÿ-Dülmen, verkauften dessen Erben Horní Neděliště 1908 an den k.k. Familienfonds. Damit kam Horní Neděliště zur Gutsadministration Smiřice und wurde nach der Gründung der Tschechoslowakei Staatsbesitz. 1949 wurde die Gemeinde dem Okres Hradec Králové-okolí zugeordnet und kam nach dessen Auflösung am 1. Januar 1961 zum Okres Hradec Králové. 1986 wurde Neděliště nach Předměřice nad Labem eingemeindet. Seit 1990 besteht die Gemeinde wieder.

## Gemeindegliederung
Für die Gemeinde Neděliště sind keine Ortsteile ausgewiesen. Neděliště besteht aus den Ortslagen Dolní Neděliště (Unter Nedielischt) und Horní Neděliště (Ober Nedielischt) mit der Siedlung Ponděliště, die – getrennt durch die Olšovka –, zu einer geschlossenen Bebauung zusammengewachsen sind.

## Sehenswürdigkeiten

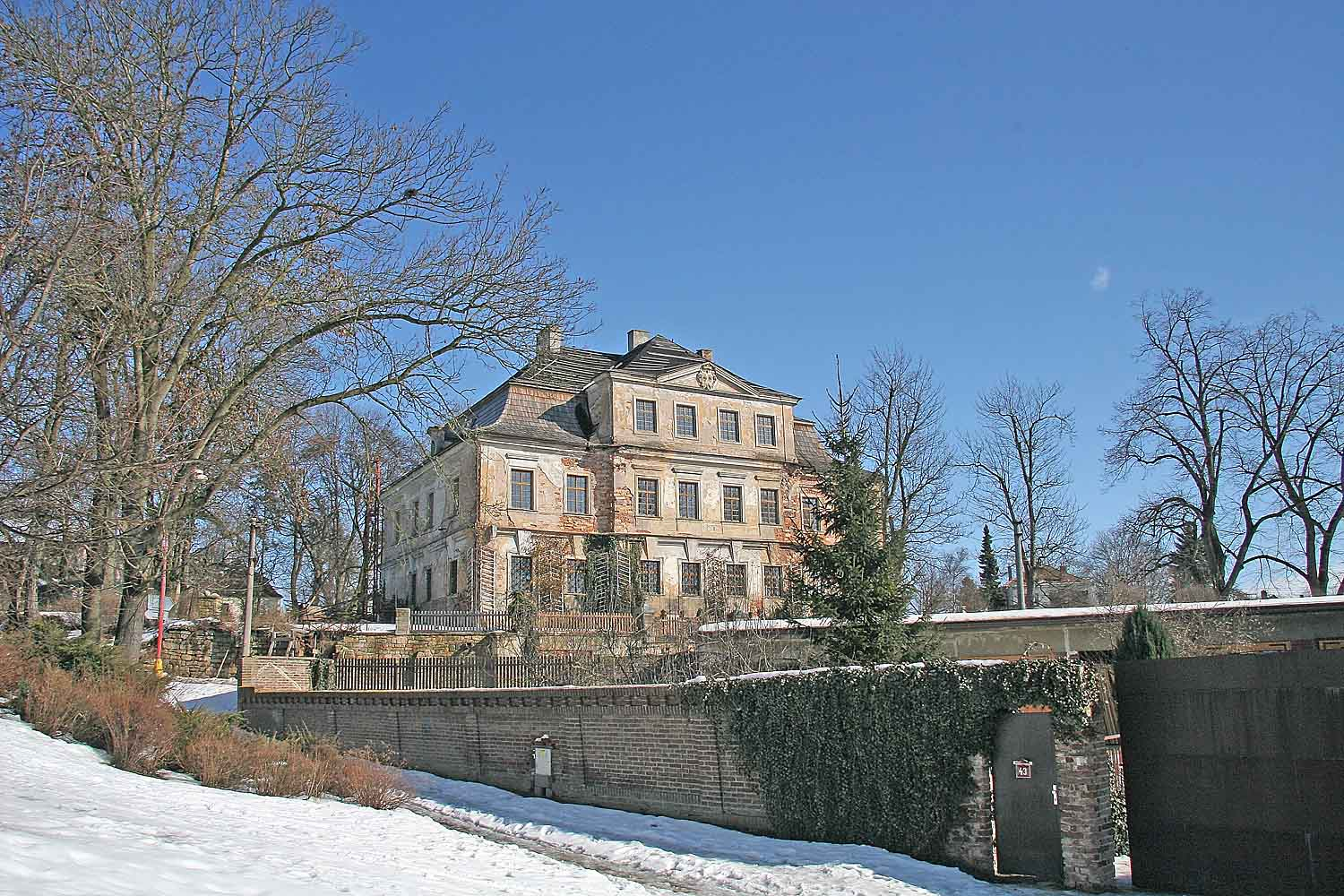
Schloss Neděliště

- Schloss Neděliště mit Schlosspark und Kapelle. Es entstand 1748 für Elisabeth Dobřenský anstelle der Feste Horní Neděliště. Jaroslav von Sternberg machte das Schloss 1862 zu seinem Sitz und ließ es 1865 umbauen und den Schlosspark mit exotischen Gewächsen anlegen.
- Kirche Mariä Himmelfahrt in Horní Neděliště; die entweder 1124 oder 1142 gegründete Kirche ist seit 1351 Pfarrkirche. Zu Beginn des 18. Jahrhunderts erfolgten unter Karl Ferdinand Dobřenský von Dobřenice ein Umbau der Kirche und die Errichtung des Turmes.
- barockes sandsteinernes Kruzifix von 1726, am Dorfplatz
- Statue des hl. Johannes von Nepomuk, geschaffen 1729; die ursprünglich am Dorfplatz aufgestellte Figur wurde 1899 vor die Brauerei umgesetzt.
- Marterl, am Ortsausgang in Richtung Světí, errichtet 1712

## Persönlichkeiten
- Michael von Kast (1859–1932), Gutsbesitzer und Politiker